# Zgornji Slemen, Maribor
Zgornji Slemen je naselje v Mestni občini Maribor.